# Heinrich Weidt
Heinrich Weidt (* 6. Juni 1824 in Coburg; † 14. September 1901 in Graz) war ein deutscher Komponist, Dirigent und
Chorleiter.

## Leben und Werk
Die biographischen Angaben über den weitgereisten Musiker sind noch lückenhaft. Nach kurzer Lehrtätigkeit in Wertheim lebte er von 1846 bis 1854 als Schauspieler in Hamburg. Hier entstanden seine ersten Liedkompositionen, die bei den Verlegern Fritz Schuberth und G. W. Niemeyer erschienen. In dieser Zeit komponierte er auch das erste seiner zehn Bühnenwerke, die Operette Madelaine, die Rose der Bretagne. Er wirkte dann als Kapellmeister in Heidelberg, Düsseldorf, Zürich und Basel, bevor er nach Kassel ging, wo er zunächst Hofkapellmeister, ab 1861 Leiter eines eigenen Chores, des Weidt'schen Gesangsvereines, war.
1863 ging Weidt als Kapellmeister des städtischen Theaters nach Pest. Neben Opern und Operetten zeitgenössischer Komponisten brachte er hier sein Melodram Hagar in der Wüste in acht lebenden Bildern und das Singspiel List gegen List zur Aufführung. Weiterhin wurden in Pest seine Oper Was ist Liebe (1863) und die Operette Die Empörung im Harem (1865) uraufgeführt. Anlässlich eines Besuches von Kaiser Franz Joseph I. 1865 dirigierte er die Verbrüderungs-Jubelouvertüre von Franz von Suppè. Beim Verleger Rózsavölgyi erschien seine Mazurka Les oiseaux les forèts.
.
Nach einer Saison 1866–1867 am Theater Olmütz war Weidt bis 1872 musikalischer Leiter der Oper in Temeswar. Daneben gründete er 1871 ein Laienorchester und war neben Wilhelm Franz Speer Zweiter Dirigent des Philharmonischen Vereins. In Temeswar entstanden die Operetten Herzog von Entraques (1869) und Verlobung im Weinkeller (1871) sowie die Oper Adelma. Großen Erfolg hatte eine
Festouvertüre, die zur Eröffnung der Theatersaison 1871–1872 aufgeführt wurde.
Von 1873 bis zu seiner Pensionierung 1887 wirkte Weidt als Kapellmeister in Troppau. Hier fand 1874 die Uraufführung seiner Oper Adelma statt. Ab 1887 war er künstlerischer Leiter des Musikvereins und Direktor der Musikschule, ein Jahr später auch Leiter der Musikkapelle in Cilli. 1888 führte er hier Beethovens Erste Symphonie, die Deutschen Tänze von Franz Schubert in einer Orchestration von Johann Herbeck und Felix Mendelssohn Bartholdys Ouvertüre Ruy-Blas auf. Im gleichen Jahr komponierte er hier den Marsch Die Bergkraxler von Cilli für Klavier.
1893 wurde Weidt Chorleiter des Männergesangsvereins von Kubin, mit dem er zu Silvester die Operettenparodie Der Trompeter von Säkkingen aufführte. Bereits im Folgejahr übernahm er die Stelle des Musikdirektors und Chorleiters des Werschetzer Männergesangsvereins. In Werschetz gründete er 1895 ein Privatinstitut für Klavier und Gesang. Um 1899 verließ Weidt Temeswar und ging nach Graz, wo er zwei Jahre später verstarb.
Neben zehn Bühnenwerken komponierte Weidt zahlreiche Lieder, von denen einige sehr populär wurden, Chor- und Klavierwerke sowie zahlreiche Gelegenheitswerke, die zu einem großen Teil verloren gegangen sind. Er war Mitglied der Altonaer Freimaurerloge Carl zum Felsen.
Er hatte zumindest zwei Kinder, Karl Weidt (1857–1936), der Komponist und Chorleiter wurde, und Lucie Weidt (1876–1940), ab 1902 Hofopernsängerin in Wien.

## Quelle
- Edition Musik Südost - Heinrich Weidt
- Christian Fastl: Weidt, Familie. In: Oesterreichisches Musiklexikon. Online-Ausgabe, Wien 2002 ff., ISBN 3-7001-3077-5; Druckausgabe: Band 5, Verlag der Österreichischen Akademie der Wissenschaften, Wien 2006, ISBN 3-7001-3067-8.

| Personendaten    | Personendaten                                |
| ---------------- | -------------------------------------------- |
| NAME             | Weidt, Heinrich                              |
| ALTERNATIVNAMEN  | Weidt, Heinrich Wilhelm                      |
| KURZBESCHREIBUNG | deutscher Komponist, Dirigent und Chorleiter |
| GEBURTSDATUM     | 6. Juni 1824                                 |
| GEBURTSORT       | Coburg                                       |
| STERBEDATUM      | 14. September 1901                           |
| STERBEORT        | Graz                                         |